# Katharine Eustace
Katharine Eustace (Londen, 16 april 1975) is een Nieuw-Zeelands voormalig skeletonster. Ze vertegenwoordigde haar vaderland op de Olympische Winterspelen 2014.

## Carrière
Eustace maakte haar wereldbekerdebuut in Calgary op 2 december 2010. Ze behaalde geen wereldbekeroverwinning.
In 2014 nam Eustace deel aan de Olympische Winterspelen 2014 waar ze op de 11e plaats eindigde.

## Resultaten
| Jaar | Plaats | Resultaat |
| ---- | ------ | --------- |
| 2014 | Sotsji | 11e       |

| Jaar | Plaats       | Onderdeel |
| ---- | ------------ | --------- |
| 2011 | Königssee    | 14e       |
| 2012 | Lake Placid  | 13e       |
| 2013 | Sankt Moritz | 10e       |

### Wereldbeker
| \| Seizoen \| Rang \| \| --------- \| ---- \| \| 2010/2011 \| 13e \| \| 2011/2012 \| 16e \| \| 2012/2013 \| 15e \| \| 2013/2014 \| 8e \| |      |
| Seizoen | Rang |
| 2010/2011 | 13e  |
| 2011/2012 | 16e  |
| 2012/2013 | 15e  |
| 2013/2014 | 8e   |

- World Athletics: 14274994
- Library of Congress Control Number: no2013137898
- Virtual International Authority File: 305942012
- WorldCat: E39PBJf8qjcJGKTg6XJrvFCbBP